# 사가라 요리타카
사가라 요리타카(일본어: 相良 頼喬 さがら よりたか[*])는 히고국 히토요시번 3대 번주이다.

## 생애
간에이 18년 (1641년) 5월 25일, 2대 번주 사가라 요리히로의 장남으로 태어났다. 간분 4년 (1664년) 윤5월 7일, 아버지의 은거로 가독을 이었다. 번정에서는 토목공사에 진력을 다했다. 간분 2년 (1662년)부터 번사 하야시 마사모리가 요리타카의 허가를 받아, 자비로 쿠마강를 개착했다. 간분 5년 (1665년)에 완성되어, 하류인 야츠시로까지 배를 타고 왕래할 수 있게 되어, 영내 발전에 크게 공헌하였다.
조쿄 4년 (1687년), 진종 신자 남녀 14명이 카와베가와 (쿠마강 기류)에 입수 자살하는 사건이 일어났다. 히토요시번은 사츠마번과 함께 진종 신앙을 금지하고 있었다. 그런데, 밀고에 의해 신앙이 발각되자, 요리타카가 체포하기 전에 집단 자살을 시도한 사건이다.
겐로쿠 16년 (1703년) 1월 24일에 향년 63세의 나이로 사망했다. 5명의 아들 모두 요절했기 때문에, 사촌동생이자 정실 오카메와 남매인 요리토미가 양자가 되어 뒤를 이었다.

## 가계
- 아버지 : 사가라 요리히로
- 어머니 : 슈코인(周光院) - 카타오카 마사히데(片岡正秀)의 딸. 요리히로의 측실
- 정실 : 오카메(於亀) - 슌세이인(春晴院), 사가라 나가히데(相良長秀)의 딸.
  - 장남 : 사가라 요리야스
- 계실 : 겟센인(月仙院) - 와시노오 타카카즈의 딸
  - 차남 : 사가라 요리자네
- 측실 : 니시씨(西氏)
- 아들 : 사가라 시키부(相良式部)
- 아들 : 사가라 만키치(相良万吉)
- 아들 : 사가라 마타시로(相良又四郎)
- 딸 : 오센(於仙)
- 양자 : 사가라 요리토미 - 사가라나가히데의 차남